# داگلاس ایکس-۳ استیلتو
داگلاس ایکس-۳ استیلتو (به انگلیسی: Douglas X-3 Stiletto) یک هواپیمای جت تحقیقاتی ایالات متحده با بدنهٔ باریک و دماغهٔ بلند و تیز بود. هدف اولیهٔ این هواپیما تحقیق روی طراحی‌های جدید برای پرواز فراصوتی طولانی‌مدت بود. در این هواپیما برای اولین بار از تیتانیم به عنوان مادهٔ اصلی بدنه استفاده شده بود. طول این هواپیما ۲۰/۳ متر و پهنای بال آن ۶/۹ متر است.